# Estación de Bäch
La estación de Bäch es la principal estación ferroviaria de la localidad de Bäch, perteneciente a la comuna suiza de Freienbach, en el Cantón de Schwyz.

## Historia y ubicación
La estación se encuentra ubicada en el suroeste del núcleo urbano de la localidad de Bäch, en el oeste de la comuna de Freienbach. Fue inaugurada en 1875 con la apertura de la línea férrea que recorre la margen izquierda del Lago de Zúrich, Zúrich - Pfäffikon SZ - Ziegelbrücke/Näfels-Mollis por parte del Schweizerischen Nordostbahn (NOB). Cuenta con un único andén central, al que acceden dos vías pasantes.
En términos ferroviarios, la estación se sitúa en la línea Zúrich - Pfäffikon SZ - Ziegelbrücke, conocida como la línea de la margen izquierda del Lago de Zúrich. Sus dependencias ferroviarias colaterales son la estación de Richterswil hacia Zúrich y la estación de Freienbach-SBB en dirección Ziegelbrücke.

## Servicios ferroviarios
Los servicios ferroviarios de esta estación están prestados por SBB-CFF-FFS:

### S-Bahn Zúrich
La estación está integrada dentro de la red de trenes de cercanías S-Bahn Zúrich, y en la que efectúan parada los trenes de varias líneas pertenecientes a S-Bahn Zúrich:
- S 8 Weinfelden – Winterthur – Wallisellen – Zúrich HB – Thalwil – Pfäffikon SZ
- S N8 Zúrich HB – Pfäffikon SZ – Lachen